# Jack Thieuloy
Jack Thieuloy est un écrivain français, né le 28 février 1931 à Beaucaire et mort le 18 février 1996 à Paris 3e. Il a signé essentiellement des récits de voyage et des livres autobiographiques, marqués par son cynisme et par la narration crue de ses aventures sexuelles de toutes sortes. Estimant qu'« un écrivain qui n'est pas hors la loi n'est qu'une pute mondaine », il s'est également fait remarquer, dans les années 1970, par un comportement excentrique et à la limite de la légalité. Ses agissements lui ont valu d'abord de défrayer la chronique, puis d'être marginalisé dans les milieux littéraires.

## Biographie

### Jeunesse
Jack Thieuloy est issu d'une vieille famille de paysans de Villeneuve-lès-Avignon. Son père, Raymond Thieuloy, avait une notoriété locale en tant qu'aficionado. Il passe ses premières années dans la ferme familiale, dans une fratrie de neuf enfants. Sa mère meurt d'un cancer alors qu'il a huit ans. Très tôt, se sentant incompris et rejeté par sa famille, il se réfugie dans les études pour lesquelles il a semble-t-il de grandes facilités ; devant ses bons résultats, ses parents ne peuvent, que l'envoyer, à contre-cœur, au lycée. Il a évoqué dans L'Opéra de Beaucaire  l'histoire romancée de ses ancêtres.
Après son bac, il s'inscrit en hypokhâgne à Marseille, puis suit des cours à la Sorbonne. Mais les études l'ennuient : il interrompt alors son cursus, résilie son sursis et devient parachutiste en Algérie de 1954 à 1958. Mais, révolté par les atrocités de la guerre, il devient antimilitariste, s'inscrit au PCF et écrit des articles pro-FLN dans des journaux anarchistes, ce qui lui vaut 350 jours aux arrêts de rigueur.

### Carrière littéraire
Il voyage en routard de Paris à Calcutta à bord de son Volkswagen Combi à la fin des années 60. De retour à Paris, il vit de petits boulots et écrit en s'inspirant des épisodes de sa vie aventureuse. Son premier livre, L'Inde des grands chemins, paraît en 1971 chez Gallimard. L'éditeur lance alors Jack Thieuloy comme un « Kerouac à la française ». Le livre, remarqué, se vend à 10 000 exemplaires : ce résultat, bien que bon, est cependant inférieur à celui qu'espérait Gallimard,. Les désillusions de Thieuloy commencent dès son deuxième livre Le Bible d'Amérique, que Gallimard refuse. L'auteur passe alors chez Grasset. Ses démêlés avec les éditeurs et le milieu littéraire commencent alors : apprenant que Grasset a réalisé des coupes dans son manuscrit, il menace avec un revolver le PDG de la maison d'éditions, Jean-Claude Fasquelle, qui s'abstient cependant de porter plainte. Après l'échec commercial du Bible, sa suite est refusée par les éditeurs.
Jack Thieuloy est désormais convaincu que le milieu littéraire est « pourri et corrompu ». Par la suite, il écrit : « J'ai comme une évidence, au cœur de mon cœur olfactif, cette odeur puante : le milieu littéraire est truqué. Les gens de lettres sont des tacticiens, des opportunistes (ou des sectaires) et non pas des consciences sincères ». Après son éviction par ses deux premiers éditeurs, il fonde, avec plusieurs autres auteurs, un « Comité de défense des écrivains », qui conteste notamment les prix littéraires accusés d'être vendus à la triade « Galligrasseuil » (Gallimard, Grasset et Seuil). Jean-Edern Hallier, qui avait apprécié sa formule « La parole est au cocktail Molotov ! » s'intéresse à lui et récupère sa fougue contestataire contre le secteur de l'édition. Il le convainc de transformer son comité de défense en GICLE (Groupe d’information, culture, livre, édition), qui multiplie alors les actions d'éclat : Thieuloy et ses complices organisent une manifestation, une campagne de graffitis visant des maisons comme Hachette ou Presses de la Cité, et dénoncent le « facho » Gérard de Villiers. Thieuloy défraie notamment la chronique en octobre 1975 lorsqu'il asperge de ketchup Michel Tournier, membre du jury du Prix Goncourt, à sa sortie du restaurant Drouant où ce dernier vient de recevoir la Légion d'honneur. Par cet acte, Thieuloy souhaite surtout protester contre le fait qu'un auteur qu'il apprécie accepte une telle décoration. Également en octobre 1975, des engins incendiaires — qui n'ont pas fonctionné — sont découverts sur les paillassons de Georges Charensol, fondateur du Prix Renaudot, et de Matthieu Galey, membre du comité de lecture de Grasset. Un troisième engin est déposé devant l'appartement de Françoise Mallet-Joris, autre jurée du Goncourt et pilier de chez Grasset, provoquant cette fois un incendie dans la cage d'escalier de la romancière et endommageant plusieurs appartements. Des tracts signés par Thieuloy et dénonçant le prix Goncourt sont trouvés à proximité. Arrêté et accablé par les preuves matérielles, il est incarcéré à la Prison de la Santé. Il reçoit alors le soutien de nombreux intellectuels. Le Syndicat des écrivains de langue française est créé dans le contexte de l'affaire Thieuloy, et l'une de ses premières tâches est de défendre l'écrivain.

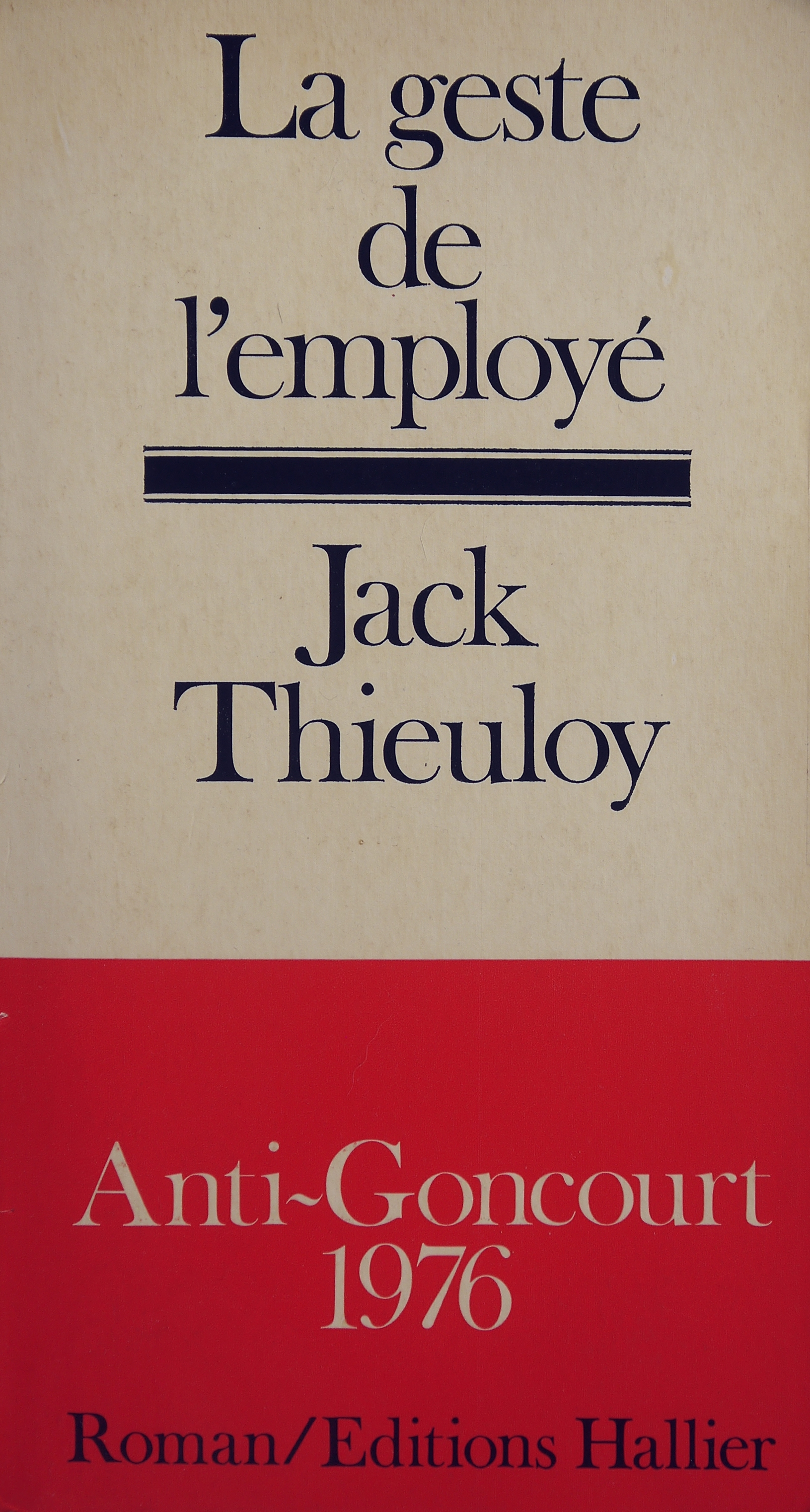
La Geste de l'employé, terminé à la prison de la Santé et publié en 1976.

Jean-Edern Hallier s'empare du tapage médiatique autour de Thieuloy. Il annonce, en plein journal de 13 heures de TF1, qu'il va décerner à l'écrivain incarcéré le Prix anti-Goncourt pour le livre La Geste de l'employé, un livre que Thieuloy a écrit en 1958 (avant de lui ajouter une moitié écrite en prison) et que Hallier se propose de faire publier par la maison d'édition qu'il vient de créer. Le prix est plus tard remis à Thieuloy, accompagné d'un chèque de 50 000 francs qu'Hallier lui demande de ne pas encaisser car il est « en bois ». Thieuloy passe outre, encaisse le chèque puis, une fois que celui-ci a été refusé par la banque, trace sur la façade de l'immeuble d'Hallier un graffiti qui le traite d'« escroc et pute » et, finalement, attaque en justice Hallier — qui est par ailleurs son dernier éditeur en date — pour chèque sans provision, obtenant sa condamnation,,.
Sorti de prison le 17 janvier 1976, Jack Thieuloy y retourne dès le 24 mars, pour avoir déposé un engin incendiaire devant un supermarché Monoprix où il avait été surpris en train de voler de la nourriture. Considérant qu'un écrivain comme lui, qui œuvrait pour le bien de la communauté, devait être nourri par elle, Thieuloy avait en effet pour habitude de se fournir en volant dans les magasins. C'est en prison qu'il écrit son livre suivant, Loi de Dieu. Définitivement libéré le 2 août, il est finalement condamné à une peine avec sursis. Acquitté dans l'affaire de l'incendie chez Françoise Mallet-Joris, il consacre à ses démêlés avec la justice un livre intitulé Un écrivain bâillonné, qui reste inédit pendant plus de quarante ans.
Après avoir défrayé la chronique, Jack Thieuloy fait moins parler de lui. Il continue de publier, mais sa personnalité l'amène à se fâcher avec tous ses éditeurs successifs et il tombe progressivement dans l'oubli, au point que Bernard Pivot, qui l'avait pourtant reçu en 1974 dans son émission Ouvrez les guillemets, déclare en 2013 ne plus se rappeler qui était Jack Thieuloy. Plus de vingt de ses manuscrits restent inédits. Il vit les dernières années de sa vie de misanthrope à Paris, en compagnie de Chichi, une guenon qu'il avait ramenée d'Inde,.

### Thèmes et personnalité
Résumant le parcours de Jack Thieuloy, Suzanne Bernard estime que « c'est en écorché vif (même si c'est pour lui une défense plutôt qu'un état) et surtout en anarchiste sans concession » que cet écrivain se comporte. Thieuloy entretient volontiers son image d'écrivain « maudit ». Il se donne des allures d'indigent et vit dans un appartement sale et en désordre, avec pour seule compagnie sa guenon Chichi, qui mord volontiers les mollets de ses visiteurs. Selon François Coupry, qui l'a longtemps côtoyé : « Il paraissait miséreux, en réalité il n'était pas pauvre. Il possédait et louait d'autres appartements, épargnait par ci par là. […] Ce Beaucairois avait un côté paysan, bas de laine. Mais il lui fallait faire dans la pauvreté, sans doute pour mieux écrire dans la rage. »
Les thèmes des écrits de Thieuloy sont en grande partie puisés dans sa propre vie. Il voyage sur tous les continents, ce dont il tire des récits qui lui fournissent matière à livres. Il raconte dans L'Inde des grands chemins avoir adopté et ramené à Paris un adolescent indien nommé Babou. Il défend sa lecture personnelle du vitalisme, « une vision du monde tendant à montrer que toutes les activités de l'homme et des sociétés sont le combat de l'instinct de conservation contre la mort et ses masques ». Dans son Manifeste du vitalisme, il va jusqu'à prôner le cannibalisme — il dit d'ailleurs avoir goûté de la chair humaine lors d'un de ses voyages en Inde — dont il fait ensuite le thème du roman Les Os de ma bien-aimée, un livre quasi-autobiographique dans lequel le narrateur découpe et mange le cadavre de sa compagne morte dans un accident. Ses récits de voyage sont accompagnés d'anecdotes souvent crues, voire sordides, de fascination pour l'exotisme, de haine contre l'Occident « boursouflé », mais aussi de détails sur ses rencontres sexuelles avec des femmes et des hommes. Thieuloy ne cache pas son attirance pour les petites filles et les petits garçons. L'universitaire camerounais David Mbouopda le décrit, dans un article sur le rapport des écrivains français avec l'Afrique noire, comme un auteur qui « pratique avec frénésie le tourisme sexuel ». François Coupry parle à son sujet de pédophilie.
Jack Thieuloy n'a fait que de rares apparitions dans les médias, dont plusieurs ont été accompagnées d'esclandres. En 1974, dans Ouvrez les guillemets, il traite en direct d'escroc son premier éditeur, Gallimard. En 1984, invité sur le plateau de Droit de réponse, il s'en prend à Pierre Desproges qu'il interrompt en se plaignant de n'avoir pas encore eu la parole alors qu'il est « interdit de télévision ». Desproges lui répond alors : « Vous m'emmerdez, monsieur Thieuloy. C'est pas parce que la terre entière vous déteste qu’on n'a pas le droit de m'aimer cinq minutes. »

### Décès et postérité
Atteint du sida, il meurt d'un arrêt cardiaque dans le 3e arrondissement de Paris. Il est inhumé à Beaucaire le 29 février 1996.
Il a fait à la Société des gens de lettres (SGDL) le don d'imposantes archives, inventoriées par Suzanne Bernard, mais aussi de tous ses biens, y compris immobiliers. La SGDL, à laquelle il a ainsi légué « un petit pactole », œuvre afin que certains de ses livres soient réédités pour le 10e anniversaire de sa mort en 2006. Les éditions Le Flamboyant rééditent L'Opéra de Beaucaire et Voltigeur de la Lune. Le manuscrit Dong, récit de son voyage en Chine, est, lui, toujours en attente d'éditeur, ainsi que de nombreux autres manuscrits dont Nocturnal. Selon le Dictionnaire des provocateurs publié chez Plon par Thierry Ardisson, plusieurs des inédits de Jack Thieuloy sont difficilement publiables en raison de « passages pédophiles ».
En 2016, trois de ses récits de voyage en Inde sont réédités en un volume chez Arthaud. Jérôme Garcin écrit à cette occasion que la lecture de « ses trois road trips chaotiques donne la mesure de l'homme écorché et détraqué qu'il fut, de l'écrivain passionné et révolté qu'il demeure ». Son livre inédit Un écrivain bâillonné est publié en 2019.

## Œuvre
- L'Inde des grands chemins, Gallimard 1971, (Folio 1985 n° 1627)
- Le Bible d'Amérique, Grasset, 1974
- La Geste de l'employé, Prix anti-Goncourt, Hallier, 1976
- Loi de Dieu, Athanor, 1977
- Floride, Athanor PM, 1980
- L'Opéra de Beaucaire, Luneau-Ascot, 1980
- Les Os de ma bien-aimée, Balland, 1980
- L'Eau double, Balland, 1981
- En Inde, album photos de B.P.Wolf, le Chêne Hachette, 1982
- Le Continent maudit, Presses de la Renaissance et M. Nadeau, 1982.
- L'Ange du pire (Poésie), chez l'auteur, 1983
- Voltigeur de la lune, Ramsay, 1984.
- La Passion indonésienne, Presse de la Renaissance, 1985.
- Claire Croix, Ramsay, 1986
- La Baleine du pont, Table Ronde, 1988
- Le Livre de mon singe, Ramsay, 1990.
- En route vers l'Inde, Seghers, 1990
- Diogène de Tarascon, Balland, 1993
- La Planète Nippon, Balland, 1994.
- L'Asie des grands chemins (Balland, 1994), compilation de trois romans déjà publiés et de cinq textes inédits :
  - En route vers l'Inde
  - L'Inde des grands chemins
  - Quelques Signes de plus sur l'Inde inusable
  - La Thaïlande et après ?
  - Le Tonkinois
  - Journal sibérien
  - La Passion indonésienne
  - La Petite Balinaise qui sauva le monde

### Publications posthumes
- Vers l'Inde, Arthaud, 2016, recueil des trois textes sur l'Inde (En route vers l'Inde, L'Inde des grands chemins, et les textes pour le livre de photographies En Inde) déjà publiés individuellement[24],  (ISBN 9782081376236)
- Un écrivain bâillonné, Éditions Séguier, 2019,  (ISBN 9782840497806)

### Autres publications
- Premières Fleurs du printemps, poèmes, éditions Regain, Monte-Carlo, 1953. Première publication de Thieuloy, à compte d'auteur, sous le pseudonyme de Jacques Lhétoile.
- Avion olympien, Jacques Lhétoile, poèmes, éditions Poètes Présents, 1983.
- En Inde, livre de photos de Bernard Pierre Wolff, éditions du Chêne/Hachette, 1982. Préface de Jack Thieuloy : Quelques signes de plus sur l'Inde inusable (18 pages).  (ISBN 978-2-85108-300-5)
- Revue Brèves, actualité de la nouvelle, N°9 - Dossier « Jack Thieuloy » : portrait, interview et nouvelle inédite L'Empoisonneuse (20 pages).
- Manifeste du Vitalisme, in Les Cahiers du double N°1 " constat ", Editions de l'Athanor, 1977 (25 pages)

### Texte inédit
Suzanne Bernard, qui a fait l'inventaire de ses archives déposées à la SGDL, raconte son émotion dans le texte « Thieuloy, la révolte » auquel est jointe une page de Thieuloy extraite de Nocturnal, son journal inédit dans laquelle il expose la vision engagée et polémique de son état d'écrivain. Ce texte était consultable sur le site de la SGDL.